# Vidin Heights
Vidin Heights är en kulle i Antarktis. Den ligger i Sydshetlandsöarna. Argentina, Chile och Storbritannien gör anspråk på området. Toppen på Vidin Heights är 600 meter över havet, eller 349 meter över den omgivande terrängen. Bredden vid basen är 12,8 km.
Terrängen runt Vidin Heights är kuperad. Havet är nära Vidin Heights åt nordväst. Trakten är glest befolkad. Närmaste befolkade plats är St. Kliment Ohridski Base, 14,7 kilometer sydväst om Vidin Heights. 